# Alerte en Malaisie
 (août 2011).
Si vous disposez d'ouvrages ou d'articles de référence ou si vous connaissez des sites web de qualité traitant du thème abordé ici, merci de compléter l'article en donnant les références utiles à sa vérifiabilité et en les liant à la section « Notes et références ».
Alerte en Malaisie est la dix-huitième histoire de la série Les Aventures de Buck Danny de Jean-Michel Charlier et Victor Hubinon. Elle est publiée pour la première fois dans le journal Spirou du no 957 au no 977. Puis est publiée sous forme d'album en 1958. Elle constitue un diptyque avec sa suite, Le Tigre de Malaisie. L'action se déroule entièrement dans le Sud-Est asiatique, entre les Philippines et le détroit de Macassar, au milieu des années 1950.

## Résumé
Sur toute la Malaisie, une puissante organisation occulte étend ses ramifications. Ses activités clandestines sont multiples : terrorisme, piraterie, trafics d’armes se multiplient à travers l’immense archipel indonésien qui des Indes aux Philippines, étend son inextricable labyrinthe d’îles, de détroits, de récifs.
Pour contrer cette mafia, dont le quartier général clandestin se situe au cœur des îles de la Sonde, une opération internationale de police est décidée par le Conseil de sécurité des Nations unies. C'est la marine américaine qui est mandatée pour patrouiller et surveiller la zone maritime dans laquelle les trafiquants exercent leur activité essentielle et pour frapper à la tête leur organisation.
Sous les ordres du contre-amiral Mac Mahon, le groupe aéronaval constitué autour du porte-avions Valley Forge appareille aussitôt de Manille (Philippines) pour rejoindre les mers de Florès et des Célèbes ainsi que le détroit de Macassar.
Les éléments météorologiques contrarient bientôt le bon ordonnancement de cette mission.
Provoquant des pluies permanentes, un plafond bas, des ciels constamment bouchés et surtout de fortes houles, la mousson entrave en effet la capacité du groupe aérien, commandé par Buck Danny, à mener ses missions à partir du porte-avions.
Afin de lui conserver son aptitude à opérer, même lorsque ses conditions de mise en œuvre (catapultage et appontage) ne sont plus réunies, une solution astucieuse de substitution est trouvée. Elle consiste à « desserrer » au plus vite le squadron de F-9F-5 Panther sur une base terrestre, à proximité immédiate de la zone de recherche, afin d'être moins tributaire de la situation météorologique du moment.
Après quelques reconnaissances dans le détroit de Makassar, un aérodrome japonais datant de la guerre et en assez bon état, y est repéré et choisi pour la mise à terre des chasseurs. Il est situé sur un îlot proche de la côte ouest des Célèbes (par 00°08' N - 119°40' E).
Cette île se trouve sous la domination d’un radjah malais. Ce dernier a mis en garde les pilotes contre une mystérieuse malédiction. Celle-ci semble en effet s’exercer avec acharnement contre eux.
De fait, plusieurs accidents successifs surviennent bientôt : intrusion de deux cobras dans l'hélicoptère de Buck Danny ; explosion d'une mine terrestre en plein milieu de la piste ; abattement d'un banian sur le baraquement du trio ; rupture de l'arrimage au sol d'un Panther - entraînant sa destruction et celle d'un second appareil - ; obstruction de la piste par un troupeau d'éléphants à l'instant du décollage de Buck Danny qui, ne pouvant éviter la collision, se blesse gravement et y perd son appareil ; incendie d'une partie de la réserve de carburant du squadron.
Cette accumulation d'accidents est si persistante qu’il devient vite évident que les accidents qui se multiplient sont dus à la malveillance. Sonny a d’ailleurs découvert qu’avant l’arrivée du squadron, l’aérodrome servait d’escale à des avions, probablement ceux des trafiquants. Un soir il surprend par hasard un message-radio qui ne laisse aucun doute. La base du squadron est surveillée, et les navires de contrebande sont avertis de toutes les sorties des avions américains au moyen d’un émetteur tout proche de l’aérodrome. Un ultime doute subsiste : le gang international agit-il dans l'île à l'insu du radjah et de son conseiller, le Japonais Susuki, ou bien ces derniers sont-ils également membres de l’organisation occulte dont l’indicatif est « Tigre de Malaisie » ?

## Autour de l'album
La combinaison logique des événements du récit et leur aspect véridique est remarquable. Toutefois certains d'entre eux sont peu plausibles.
- La séquence d'ouverture à Manille (le retour de terre rendu discret de Sonny Tuckson) n'aurait pu être organisée à l'insu de la hiérarchie du bord - qui plus est par un des plus hauts gradés du porte-avions - en impliquant seulement un factionnaire de coupée (supposé « fermer les yeux ») alors même qu'une embarcation, impossible à masquer, devait assurer son mouvement (à l'insu de l'officier de quart ?) ;
- L'enfouissement d'une mine sous la piste, en moins de vingt-quatre heures ;
- Le lancement sans préavis du troupeau d'éléphant, pour couper la route de l'avion de Buck Danny, alors que son décollage n'était pas envisagé quelques instants auparavant, en raison des conditions météo.

Contredisant le souci permanent de réalisme, quelques erreurs se glissent dans le récit. Ainsi, la cérémonie de l'accueil des hautes autorités (V.I.P.) à bord du Valley Forge se déroule-t-elle avec du personnel (amiral, état-major et équipages) ayant revêtu une tenue kaki. Cette tenue est une tenue de travail. La vraisemblance aurait dû imposer une tenue blanche (blanc complet).

## Contexte historique
L’épisode a été publié dans l'hebdomadaire Spirou au deuxième semestre 1956. Les auteurs l’ont donc commencé au début de l’année 1956. Or en Asie du sud, la mousson se produit de décembre à mars. Si l’on accorde au récit de la véracité réaliste, on peut donc en situer le commencement à fin de l’année 1955, fin novembre ou début décembre.

### Contexte historique réel
Le scénario a trouvé son inspiration dans les événements politiques qui ont alors donné lieu à des résolutions et des interventions de l’ONU.
Véritable fléau international, la piraterie règne dans ces mers chaudes, depuis les côtes de Chine et l’Indochine jusqu'à la pointe de la Birmanie et l’archipel des Philippines. Le détroit de Malacca, la mer des Célèbes et la mer de Sulu en sont infestés.
Outre la piraterie endémique sévissant depuis toujours dans les détroits, plusieurs États de la région connaissaient aussi une situation de rébellion interne.
En effet, la Malaisie était alors en proie à une véritable anarchie. Des territoires entiers, certains même situés à proximité de Djakarta, capitale de l’Indonésie, échappaient totalement au contrôle du gouvernement central. Et, à l'Insurrection communiste malaise (entre 1948 et 1960) répondaient ceux d’Indonésie (Darul Islam à Java, soulèvement communiste de Muso à Madiun...).
D'autres territoires étaient dominés par des sultans locaux qui, du fait de l’isolement de leur minuscule État (l’Indonésie comporte plusieurs milliers d’îles), s’y conduisaient en tyrans absolus.
L’immensité des zones à contrôler, l’impunité dont jouissaient ces bandits, grâce aux innombrables repaires que leur offrent les côtes découpées et les jungles des îles, les espions dont ils truffent tous les ports et qui leur signalent les navires intéressants ont contraint tous les gouvernements de cette zone d’insécurité, impuissants à extirper le chancre de la piraterie, à recourir au système de la protection de leurs navires en convois, que les Alliés utilisaient dans l’Atlantique pendant la Seconde Guerre mondiale.

### Surveillance et contrôle de la navigation commerciale
Dans les années 1950, les porte-avions de la classe Essex dont fait partie le Valley Forge embarquaient environ quatre-vingts avions : 27 chasseurs (tels le Grumman F-9F-5 Panther) ; 37 avions d’assaut (bombardiers) (du type Douglas AD Skyraider) ; 18 avions torpilleurs (Grumman TBF Avenger).
Pourtant, à l’époque de la publication des récits impliquant le Valley Forge (de mi-1953 à mi-1957), les auteurs ne s’intéressaient aucunement aux avions autres que les chasseurs. Seule l'action des hélicoptères de liaison et de sauvetage était ponctuellement mentionnée. Du coup les moyens d’action retenus par les auteurs pour lutter contre les trafiquants ne sont pas réalistes. Dans la réalité, ce type d’opération aurait dû être mené avec des moyens aériens plus appropriés que des chasseurs. Ces derniers sont en effet inadaptés à la mission : ils sont certes rapides pour rejoindre et investiguer des navires suspects. À condition d’être guidé vers leur objectif par un contrôleur aérien, car les Panther étaient dépourvus de radar de veille.
Pour explorer de vastes surfaces maritimes, établir et analyser la situation de zone, des avions de patrouille auraient été bien plus appropriés : par exemple le Grumman AF-2W Guardian, avion embarqué à hélice, relativement lent (quoique toujours bien plus rapide qu’un navire) mais équipé de radars de veille servis par des opérateurs (deux) spécialement assignés à cette tâche.
Ou encore des avions de patrouille maritime déployés à partir de bases terrestres, tels le Martin P4M Mercator, ou mieux le Lockheed P2V Neptune.

## Personnages
- Buck Danny,
- Jerry Tumbler,
- Sonny Tuckson,
- Contre-amiral Mac Mahon,
- Susuki (conseiller - japonais - du Radjah),
- le Radjah malais, potentat local.

## Avions
- Grumman F9F-5

- Sikorsky HO3S-1 (version marine du H-5)

- Piasecki HUP-2[3]

### Liste des Panther du récit
| Ordre apparition | Planches | Cases    |  | Modex | Pilote     | Destin/Sort                           | Observation                                    | Notes |
| ---------------- | -------- | -------- |  | ----- | ---------- | ------------------------------------- | ---------------------------------------------- | ----- |
| 1                | I.M.1    | C1,C2    |  | 171   |            |                                       | Dans le hangar                                 |       |
| 2                | I.M.12   | D1       |  | 113   |            |                                       | Vu I.M.24/B1                                   |       |
| 3                | I.M.24   | A2,B1    |  | 702   | — — —      |                                       | Vu deux fois                                   |       |
| 4                | I.M.24   | B1       |  | 703   | — — —      |                                       |                                                |       |
| 5                | I.M.24   | B1       |  | 201   | — — —      | sera détruit au sol (Cyclone) pl.IM35 | Ce modex reviendra dans l'épisode suivant (TM) |       |
| 6                | I.M.24   | B1,D1,D2 |  | 760   | Martin     | Explosion mine                        | Crash                                          |       |
| 7                | I.M.24   | B1       |  | 117   | — — —      |                                       | ---                                            |       |
| 8                | I.M.24   | B1       |  | 221   | — — —      |                                       | ---                                            |       |
| 9                | I.M.24   | B2       |  | 121   | — — —      |                                       | Vu trois fois                                  |       |
| 10               | I.M.24   | B2       |  | 118   | — — —      |                                       |                                                |       |
| 11               | I.M.24   | B2       |  | 2**   | — — —      |                                       |                                                |       |
| 12               | I.M.25   | C1,D1    |  | 203   | Buck Danny | Crash contre éléphants                | Planche I.M.37                                 |       |
| 13               | I.M.27   | B3,D2    |  | 121   | — — —      |                                       |                                                |       |
| 14               | I.M.25   |          |  | 118   | — — —      |                                       |                                                |       |
| 15               | I.M.28   | B2,B3    |  | 120   | — — —      |                                       |                                                |       |
| 16               |          |          |  | 206   | — — —      |                                       |                                                |       |
| 17               |          |          |  | 20*   | — — —      |                                       |                                                |       |
| 18               |          |          |  | 170   | — — —      |                                       |                                                |       |
| 19               |          |          |  | 216   | — — —      |                                       |                                                |       |

## Publication

### Album
- Recueil "Tout Buck Danny" (© World Creation et Dupuis) Vol.6 :  (ISBN 978-2-8001-1196-4) —  (ISSN 0771-9000) (D.1985/0089/175)
- album no 18 éditions DUPUIS —  (ISBN 2-8001-1214-X)—68 00767